# Марк Фульвий Нобилиор (консул 189 года до н. э.)
Марк Фу́львий Нобилио́р (лат. Marcus Fulvius Nobilior; умер после 179 до н. э.) — римский военачальник и политический деятель из плебейского рода Фульвиев, консул 189 года до н. э. Командовал в Этолийской войне.

## Биография

### Происхождение
Марк Фульвий принадлежал к плебейскому роду Фульвиев, представители которого переехали в Рим из Тускулума в середине IV века или немного позже и впервые достигли консульства в 322 году до н. э. Согласно Капитолийским фастам, отец и дед Гнея Фульвия носили преномены Марк и Сервий соответственно. О Марке-старшем ничего не известно, а Сервий — это консул 255 года до н. э. Сервий Фульвий Петин Нобилиор, внук Марка Фульвия Петина, консула 299 года до н. э. Брат последнего был родоначальником Фульвиев Центумалов.
Младшим единоутробным братом Марка Фульвия был Гай Валерий Левин, консул-суффект 176 года до н. э..

### Начало карьеры
В 199 году до н. э. в коллегии народных трибунов состоял некто Марк Фульвий (Тит Ливий не называет когномен); возможно, речь идёт о Нобилиоре. В 196 году до н. э. Нобилиор занимал должность курульного эдила вместе с Гаем Фламинием, а в 193 году с ним же стал претором. Коллеги получили в управление две западные провинции: Марк Фульвий Ближнюю Испанию, Гай Фламиний — Дальнюю. Нобилиор, чьи полномочия дважды продлевались, одержал под городом Толет большую победу над кельтиберами, ваккеями и веттонами. Вернувшись в Рим в конце 191 года до н. э., он был удостоен за свои успехи овации.
В 190 году до н. э. Марк Фульвий выдвинул свою кандидатуру в консулы. Во время выборов он единственный из всех кандидатов набрал необходимое количество голосов, а потому получил право выбрать себе в коллеги одного из трёх кандидатов-патрициев — Марка Эмилия Лепида (он был врагом Нобилиора), Марка Валерия Мессалу или Гнея Манлия Вульсона. Нобилиор выбрал последнего.

### На Балканах
Консулы 189 года до н. э. должны были сменить на Востоке братьев Сципионов, которые воевали против Этолийского союза и царя Антиоха III. Одному из консулов предстояло закончить войну и утвердить новый порядок в Этолии, другому — в Малой Азии. По результатам жеребьёвки Марку Фульвию досталась Этолия. Уже весной он переправился на Балканы и по совету эпирских союзников осадил Амбракию. Римляне применили осадную технику и подкопы, но защитники города энергично и успешно сопротивлялись; наконец, начались переговоры о мире, посредниками в которых стали Афины и царь афаманов. Согласно заключённому договору, Этолийский союз выплачивал контрибуцию — 200 талантов немедленно и ещё 300 в течение шести лет; кроме того, «этолянам возбранялось держать в своём союзе и присоединять впоследствии какой бы то ни было из тех городов, что были покорены римлянами или вступили в дружественный союз с римлянами».
Хотя Амбракия спаслась от разграбления, Нобилиор всё же вывез из неё статуи и картины; их там было много, поскольку в своё время город был столицей Пирра Эпирского. После ратификации мирного договора этолийским народным собранием Марк Фульвий высадился на Кефаллении, на которую мир не распространялся. Ему без боя подчинились все местные города за исключением Самы, которая сдалась только в начале 188 года до н. э. после четырёхмесячной осады. Ещё до этого Нобилиор ненадолго съездил в Рим, чтобы провести очередные выборы магистратов; при этом он во второй раз помешал Марку Эмилию Лепиду стать консулом. Затем он посетил Пелопоннес, и в его присутствии спорили представители Спарты и Ахейского союза.
В 187 году до н. э. консулом всё же стал враг Марка Фульвия Марк Эмилий Лепид. Он поддержал амбракийских послов, обвинивших Нобилиора в развязывании войны, жестокости и алчности. Второй консул, Гай Фламиний, встал на сторону Нобилиора; тем не менее сенат постановил вернуть амбракиотам потерянное ими имущество. Вскоре Марк Фульвий вернулся в Рим и потребовал триумфа за свои победы. Один из народных трибунов, Марк Абурий, предложил дождаться отсутствовавшего на тот момент Лепида, у которого были возражения, но другой трибун, Тиберий Семпроний Гракх, поддержал Нобилиора. В результате последний получил триумф  и устроил Великие игры в честь Юпитера Всеблагого Величайшего.
Известно, что спутником Марка Фульвия во время Этолийской войны был Квинт Энний, прославивший его победу в своих стихах.

### Цензура
В 184 году до н. э. Марк Фульвий выдвинул свою кандидатуру на должность цензора, венчавшую идеальный cursus honorum римского аристократа. Перед выборами развернулась ожесточённая борьба. В общей сложности соискателей было девять, в том числе четверо плебеев: Нобилиор, Марк Порций Катон, Тиберий Семпроний Лонг и Марк Семпроний Тудитан. Наибольшие шансы на победу имел тандем Катон-Луций Валерий Флакк благодаря известности, которую снискал в предыдущие годы Марк Порций в судебных процессах против братьев Сципионов. В этой ситуации остальные соискатели заключили союз, но ничего не смогли противопоставить фаворитам: Катон и Флакк были избраны.
Пять лет спустя Марк Фульвий всё же стал цензором, причём вместе со своим врагом Лепидом. Консуляр Квинт Цецилий Метелл заставил коллег примириться, после чего они действовали уже в добром согласии. Принцепсом сената стал Лепид; цензоры ввели ряд новых пошлин и налогов, изменили порядок голосования, вернули в общественное пользование ряд небольших святилищ. Была развёрнута масштабная строительная деятельность: в частности, Нобилиор заложил на Тибре пристань и основы моста, достроенного впоследствии Сципионом Эмилианом и Луцием Муммием Ахаиком, построил храм Надежды, храм Аполлона Целителя, Фульвиеву базилику на северной стороне форума.
После цензуры Марк Фульвий уже не упоминается в источниках. Предположительно он умер вскоре после 179 года до н. э.

## Семья
У Марка Фульвия было двое сыновей: Марк, консул 159 года до н. э., и Квинт, консул 153 года до н. э.